# Busan IPark Football Club
Il Busan IPark Football Club è una società calcistica sudcoreana. Milita in K League 2, seconda divisione calcistica sudcoreana.

## Storia
Il club fu fondato nel 1979 dalla società automobilistica Saehan Motors, ma nel 1983 fu rilevato dalla Daewoo che lo rinominò Daewoo Royals Football Club. 
Nello stesso anno, fu tra le cinque società che costituirono la K League, vincendo il primo titolo nazionale nel 1984. Gli anni Ottanta e Novanta del secolo scorso furono ricchi di trionfi per la società, che si aggiudicò altri tre campionati sudcoreani (1987, 1991, 1997), due Coppa di Lega sudcoreana (1997, 1998) e, alla sua prima partecipazione, un Campionato d'Asia per club (1986). Nel 1995, in virtù di riforme federali, fu rinominata Pusan Daewoo Royals con riferimento alla città ospitante. Nel 2000, a causa di problematiche di origine finanziaria, la Daewoo decise di separarsi dalla squadra, che fu rilevata dall'IPark Construction, società di costruzioni del gruppo Hyundai, che ne variò nuovamente il nome in Busan I'cons, poi in Busan I'Park e, infine, nell'attuale Busan IPark. Eccetto il terzo trionfo in coppa nazionale del 2004 e la conseguente partecipazione alla Champions League asiatica del 2005, il secondo millennio segnò un lungo declino per il club, culminato con la retrocessione in seconda divisione al termine del 2015.  
Dopo quattro anni in K League 2, la seconda posizione in campionato garantì nel 2019 la promozione in massima serie. La permanenza in K League 1, tuttavia, durò appena una stagione poiché, chiudendo da fanalino di coda il campionato 2020, il club retrocesse nuovamente in cadetteria. 

## Denominazione
- Dal 1979 al 1980: SaeHan Automobile Club
- Dal 1981 al 1982: Daewoo Football Club
- Dal 1983 al 1995: Daewoo Royals Football Club
- Dal 1996 al 2000: Busan Daewoo Royals Football Club
- Dal 2000 al 2005: Busan I'Cons Football Club
- Dal 2005 al 2012: Busan I'Park Football Club
- Dal 2012: Busan IPark Football Club

## Palmarès

### Competizioni nazionali
- Campionato sudcoreano: 4

1984, 1987, 1991, 1997
- Coppa di Corea del Sud: 1

2004
- Coppa di Lega sudcoreana: 3

1997, 1997 (Supplementary), 1998

### Competizioni internazionali
- Campionato d'Asia per club: 1

1985-1986 (come Daewoo Royals)
- Coppa dei Campioni afro-asiatica: 1

1986 (come Daewoo Royals)

### Altri piazzamenti
- K League 1:

Secondo posto:1983, 1990, 1999
Terzo posto:1985
- Coppa della Corea del Sud:

Finalista: 2010, 2017
- Korean League Cup:

Finalista: 1986, 1999, 2001, 2009, 2011
- Supercoppa della Corea del Sud:

Finalista: 2005
- K League 2:

Secondo posto:2017, 2019, 2023
- AFC Champions League:

Semifinalista: 2005

## Organico

### Rosa 2021-2022
Rosa aggiornata al 23 febbraio 2022.
| N. |                           | Ruolo | Calciatore        |
| -- | ------------------------- | ----- | ----------------- |
| 1  | Corea del Sud (bandiera)  | P     | Koo Sang-min      |
| 3  | Corea del Sud (bandiera)  | D     | Choi Ye-hoon      |
| 5  | Corea del Sud (bandiera)  | D     | Hong Uk-hyeon     |
| 6  | Cipro (bandiera)          | D     | Valentinos Sielis |
| 7  | Croazia (bandiera)        | A     | Domagoj Drožđek   |
| 9  | Corea del Nord (bandiera) | A     | An Byong-jun      |
| 10 | Corea del Sud (bandiera)  | C     | Lee Sang-heon     |
| 11 | Corea del Sud (bandiera)  | A     | Park Jung-in      |
| 13 | Corea del Sud (bandiera)  | P     | Ahn Joon-soo      |
| 14 | Corea del Sud (bandiera)  | C     | Kim Jeong-hyun    |
| 15 | Corea del Sud (bandiera)  | D     | Lee Chung-woong   |
| 17 | Corea del Sud (bandiera)  | C     | Kim Jung-min      |
| 18 | Corea del Sud (bandiera)  | A     | Kim Chan          |

| N. |                          | Ruolo | Calciatore     |
| -- | ------------------------ | ----- | -------------- |
| 19 | Corea del Sud (bandiera) | D     | Park Se-jin    |
| 20 | Corea del Sud (bandiera) | D     | Cho Wi-Je      |
| 22 | Corea del Sud (bandiera) | C     | Lee Kang-hee   |
| 23 | Corea del Sud (bandiera) | C     | Kim Jin-kyu    |
| 27 | Corea del Sud (bandiera) | D     | Ku Hyun-jun    |
| 29 | Corea del Sud (bandiera) | P     | Jin Pil-rip    |
| 30 | Corea del Sud (bandiera) | A     | Lee Tae-min    |
| 35 | Corea del Sud (bandiera) | D     | Park Ho-young  |
| 37 | Corea del Sud (bandiera) | A     | Lee Hyun-jun   |
| 44 | Corea del Sud (bandiera) | C     | Seong Ho-yeong |
| 45 | Corea del Sud (bandiera) | D     | Hwang Joon-ho  |
| 48 | Corea del Sud (bandiera) | D     | Choi Jun       |
| 77 | Corea del Sud (bandiera) | A     | Jung Hoon-sung |
| 91 | Corea del Sud (bandiera) | P     | Jeon Jong-hyuk |